# Dialithis gemmifera
Dialithis gemmifera är en fjärilsart som beskrevs av Jacob Hübner 1823. Dialithis gemmifera ingår i släktet Dialithis och familjen nattflyn. Inga underarter finns listade i Catalogue of Life.